# Municipio Banderilla
Koordinaten: 19° 35′ 0″ N, 96° 56′ 0″ W
Banderilla ist ein Municipio im mexikanischen Bundesstaat  Veracruz, und ist Teil der Zona Metropolitana de Xalapa, der Metropolregion um Xalapa, die Hauptstadt Veracruz’. Das Municipio umfasst eine Fläche von 19,9 km². Im Jahr 2010 hatte Banderilla eine Bevölkerung von 21.546 Einwohnern. Verwaltungssitz und größter Ort im Municipio ist das gleichnamige Banderilla.
Die Gemeinde erhielt ihre Namen von einer Banderilla, die von Räubern an der Spitze des Cerro de la Martinica aufgestellt wurde, um ihren Komplizen den Weg zu zeigen.

## Geographie
Das Municipio Banderilla liegt im Zentrum des Bundesstaats Veracruz in der Region Capital auf einer Höhe zwischen 1300 m und 1700 m. Es befindet sich in einem Vulkangebiet in den Ausläufern des Cofre de Perote, eine markante Erhebung ist der Cerro de la Martinica. Durch die Gemeinde fließen Nebenflüsse des Sedeño, (gleichzeitig ein Nebenfluss des Río Actopan). Banderilla befindet sich in der physiographischen Provinz der Sierra Volcánica Transversal und entwässert über den Río Papaloapan in den Golf von Mexiko. Geologisch setzt sich das Municipio aus 67 % Tuffen und 7 % Basalt zusammen, Bodentyp von 38 % des Municipios ist der Andosol, gefolgt von 36 % Phaeozem. Etwa 56 % der Gemeindefläche dienen dem Ackerbau, etwa 26 % der Fläche werden von urbanen Zonen eingenommen, 18 % sind Weideland.
Das Klima ist feucht mit einer Durchschnittstemperatur von 18 °C und einem durchschnittlichen jährlichen Niederschlag von 1500 mm.
Das Municipio Banderilla grenzt an die Municipios Jilotepec, Xalapa, Tlalnelhuayocan und Rafael Lucio.

## Bevölkerung
Beim Zensus 2010 wurden im Municipio 21.546 Menschen in 5.629 Wohneinheiten gezählt. Davon wurden 77 Personen als Sprecher einer indigenen Sprache registriert, darunter 26 Sprecher des Nahuatl. Etwa 6,3 % der Bevölkerung waren Analphabeten. 9.074 Einwohner wurden als Erwerbspersonen registriert, wovon ca. 62 % Männer bzw. knapp vier Prozent arbeitslos waren. 7,7 % der Bevölkerung lebten in extremer Armut.

## Orte
Das Municipio Banderilla umfasst 24 bewohnte localidades, von denen nur der Hauptort vom INEGI als urban klassifiziert ist. Drei Orte hatten mehr als 500 Einwohner, 200 Orte hatten weniger als 100 Einwohner. Die größten Orte sind:
| Ort           | Einwohner |
| Banderilla    | 19.649    |
| Xaltepec      | 00.933    |
| La Haciendita | 00.629    |